# Pleurothyrium amplifolium
Pleurothyrium amplifolium är en lagerväxtart som först beskrevs av Carl Christian Mez, och fick sitt nu gällande namn av J.G. Rohwer. Pleurothyrium amplifolium ingår i släktet Pleurothyrium och familjen lagerväxter. Inga underarter finns listade i Catalogue of Life.